# Holhol
Holhol – miasto w Dżibuti, w regionie Ali Sabieh; 3600 mieszkańców (2006). Przemysł spożywczy, włókienniczy.